# Tōya Maru
Die Tōya Maru (jap. 洞爺丸) war eine Eisenbahnfähre der Japanischen Staatsbahn, welche die Insel Hokkaidō über die Tsugaru-Straße mit der Insel Honshū verband. Am 26. September 1954 sank sie im Taifun Nr. 15 (im Ausland „Taifun Marie“). Die Zahl der Todesopfer lag laut den Angaben der Japanischen Staatsbahn bei 1153, so dass es eins der größten Unglücke in der Schifffahrt war.

## Geschichte

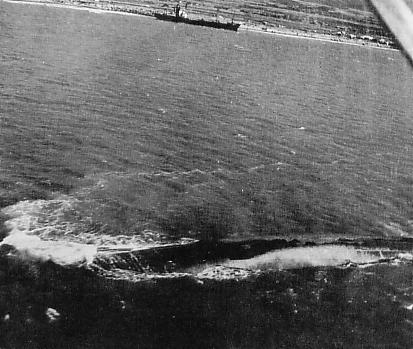
Das gekenterte Wrack der Tōya Maru

Das Schiff befuhr die Strecke zwischen den Häfen Aomori und Hakodate in 4,5 Stunden. 1950 wurde die Tōya Maru als eines der ersten japanischen Schiffe überhaupt mit Radar ausgerüstet und war das Flaggschiff auf der Tsugarustraße.
Gegen Mittag des 26. September 1954 zog „Marie“, der fünfzehnte Taifun der Saison, an Honshu entlang und in Richtung des Japanischen Meers. Der Taifun bewegte sich mit einer Geschwindigkeit von über 100 km/h nach Nordwesten und sein Eintreffen in der Tsugaru-Straße wurde für 17 Uhr erwartet.
Um 11 Uhr erreichte die Tōya Maru Hakodate auf ihrer ersten Überfahrt von Aomori an diesem Tag. Ihre Abfahrt war um 14:40 Uhr geplant, um rechtzeitig vor dem herannahenden Taifun wieder in Aomori einzutreffen. Da die Passagiere der Dai 11 Seikan Maru, einer anderen Fähre dieser Route, deren Zustand jedoch als zu schlecht für eine solche Schlechtwetterüberfahrt erschien, auf die Tōya Maru überwechselten, verzögerte sich die Abfahrt jedoch immer mehr, woraufhin der Kapitän gegen 15:10 Uhr entschied, die Abfahrt der Tōya Maru abzusagen.
Nachdem den ganzen Tag Schlechtwetter mit starken Regenfällen geherrscht hatte, klarte das Wetter gegen 17 Uhr auf, und der Kapitän nahm an, dass der Taifun, so wie vorhergesagt, vorübergezogen wäre. Er wusste jedoch weder, dass die Wetterdienste inzwischen einen Verbleib des Taifuns im Bereich der Tsugarustraße annahmen, noch, dass „Marie“ über der Japansee an Stärke gewonnen hatte und nun als außertropischer Zyklon anzusehen war.
Um 18:39 Uhr legte die Tōya Maru mit 1309 Fahrgästen an Bord in Hakodate ab. Doch schon kurz nach der Abfahrt nahm der Wind wieder massiv zu, und um 19:01 Uhr ließ man vor dem Hafen von Hakodate wieder den Anker fallen, um eine Verbesserung des Wetters abzuwarten. Das Schiff begann aufgrund des Sturmes am Anker zu vertreiben. In den Maschinenraum eindringendes Wasser, hervorgerufen durch ungenügend konstruierte Abdichtungen im Fahrzeugdeck, gelangte in das System des Dampfmaschinenantriebs, stoppte die Maschine und machte die Tōya Maru auf diese Weise manövrierunfähig. Daraufhin beschloss der Kapitän, das Schiff in der Nanae-Bucht nahe den Außenbezirken Hakodates auf den Strand zu setzen. Um 22:26 Uhr strandete die Tōya Maru, und ein SOS-Ruf wurde ausgesandt. Die herrschende Brandung ließ die Tōya Maru um 22:43 Uhr kentern und einige hundert Meter vor der Küste versinken. Laut einer Veröffentlichung der Staatlichen Japanischen Eisenbahn vom September 1955 starben dabei 1153 Menschen. Derselbe Taifun brachte noch vier weitere Fähren zum Sinken, so dass insgesamt 1430 Menschen zu Tode kamen.
Anfang 1956 wurde das Wrack gehoben und anschließend in Japan verschrottet.

## Folgen
Obgleich auch heute noch reger Fährverkehr auf der Tsugaru-Straße herrscht, kann der Untergang der Tōya Maru als ausschlaggebender Faktor für den Bau des Seikan-Tunnels angesehen werden.